# Дијецеза Мезија
Дијецеза Мезија (лат. Dioecesis Moesiarum, грч. Διοίκησις Μοισιών) била је управна област, односно дијецеза (лат. dioecesis) у позном Римском царству. Основана је око 293. године, за време владавине цара Диоклецијана, као једна од дванаест првобитних дијецеза. Обухватала је следеће провинције: Крит, Ахаја, Тесалија, Стари Епир, Нови Епир, Македонија, Дакија Аурелијана, Мезија Прима, Дарданија и Превалитана. На челу управе налазио се царски намесник са титулом "викар" (лат. vicarius), а главни град дијецезе био је Солун. Накнадно је подељена на две посебне дијецезе, које су добиле и нова имена: Дијецеза Дакија (северни део) и Дијецеза Македонија (јужни део). У науци постоје недоумице око тачног времена поделе. Поједини истраживачи сматрају да је та реформа извршена већ за време владавине цара Константина I, након 324. године, док се други опредељују за средину 4. века, односно за почетак владавине цара Валенса, пошто је подела изворно посведочена тек око 370. године, што значи да је била извршена раније.